# Polygenis klagesi
Polygenis klagesi är en loppart som först beskrevs av Rothschild 1904.  Polygenis klagesi ingår i släktet Polygenis och familjen Rhopalopsyllidae.

## Underarter
Arten delas in i följande underarter:
- P. k. klagesi
- P. k. rangeli
- P. k. samuelis